# Absztrakt expresszionizmus

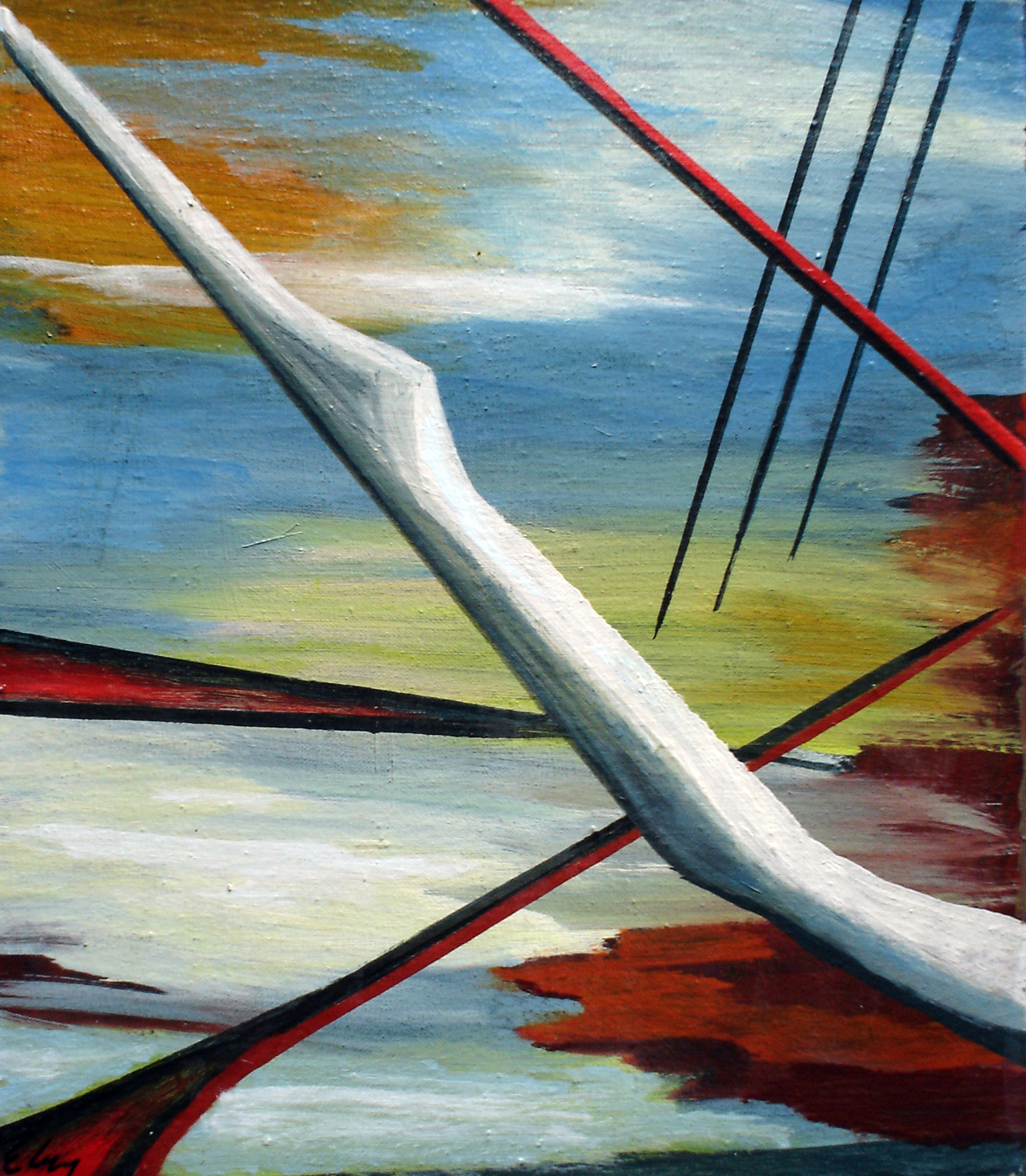
Eugenio Cruz Vargas chilei festő absztrakt festménye

Az absztrakt expresszionizmus az Egyesült Államokban közvetlenül a II. világháború után született képzőművészeti irányzat. Széleskörű elismertséget az 1950-es években szerzett, ez az első művészeti irányzat, mely Amerikában született majd nemzetközi befolyást szerzett, áthelyezve a nyugati világ művészeti központját Párizsból New Yorkba. Kulcsfigurái a New York-i iskola tagjai voltak, többek között Arshile Gorky, Jackson Pollock, Franz Kline, Mark Rothko, Norman Lewis, Willem de Kooning, Adolph Gottlieb, Clyfford Still, Robert Motherwell és Theodoros Stamos.

## Története
Az absztrakt expresszionizmus kifejezés latin eredetű, az abstrahere (elvonni) szóból és az expressio kifejezésből származik. A kifejezést először Alfred Barr használta 1929-ben Kandinszkij „improvizációinak” szellemére, munkásságára vonatkoztatva, de csak az 1950-es években terjedt el Robert Coates újságíró, majd Clement Greenberg amerikai kritikus javaslatára, aki ezzel akarta az új irányzatot a „klasszikus” expresszionizmushoz kötni. Pontosan 1951-től vált általánossá, amikor is a New York-i Museum of Modern Art-ban az észak-amerikai absztrakt művészet nagy kiállítását rendezték.
Az amerikai absztrakt expresszionizmus elválaszthatatlan a kor egész vizuális kultúráját egységbe foglaló kapcsolatok hálózatától. „Az absztrakt expresszionizmus – nevében is rejlő nonfigurativitás és az erőteljes érzelmi töltés kettősségén kívül – talán furcsa módon, erőteljesen támaszkodott a szürrealizmusra, persze nem elsősorban a figuratív, hanem a nonfiguratív szürrealizmus szabad tudatalatti módszereire és esetleg technikáira is.” Ennek a nemzetközi festészeti irányzatnak a lényege a művész lelki- és hangulati állapotának, tudat alatti képzeteinek közvetlen, drámai kifejezése és a festés folyamatának meditatív átélése. Mindezt a hagyományos kompozíció feloldásával és az ábrázolás száműzésével kívánták elérni. Ebben a művészeti stílusban tevékenykedő művészek szerint a festményeket gyorsan kell készíteni, hasonlóan a kínai kalligráfiákhoz. Nem szabad semmit fontolgatni, az alkotás akkor jó, ha spontán és „kitörésszerű”. Valószínűleg nemcsak a kínai művészet volt hatással a módszer híveire, hanem a távol-keleti miszticizmus is, elsősorban a Nyugaton divatossá vált zen-buddhizmus. A művészek az egyediségre törekednek ebben az elgépiesedett, szabványosított világban. Vannak, akik a festmény méretét variálják, egyszer kisebb, máskor monumentális alkotásokat készítenek, és vannak, akik a textúrát változtatják, érzékeltetik az érdes és sima felületeket, különböző textileket applikálnak fel a képre és ezekre kerülnek majd fel a színek. Különböző anyagokat kevernek a festékhez, vagy rászórják a képre, ilyenek például a fűrészpor, a homok, a sár és mások.
Az új művészeti stílus első képviselőinek mentora Peggy Guggenheim volt, aki az Art of this Century Gallery igazgatójaként a negyvenes évek végén és az ötvenes évek elején az akkor még stílusában nem kiforrott, fiatal művészeket felkarolta. Segített nekik, hogy a 20. század legmarkánsabb egyéniségévé váljanak, kiállítási lehetőséget biztosított számukra. A kritikusok új nemzedéke lépett a színre: elkötelezett személyiségek voltak, akik a New York-i kulturális fejlődés szolgálatába álltak. A múzeumok megnyíltak az új művészet előtt, képtárak és műgyűjtők egész hálózata alakult ki.
Több fiatal művész is csatlakozott a mozgalomhoz a negyvenes évek végétől, egyik jeles képviselője például: Willem de Kooning, aki 1930-ban saját művészi útját keresve absztrakt képeket kezdett festeni kis méretben, de ezeket később mind megsemmisítette. Végig kapcsolatban állt az absztrakt festők csoportjával, de soha nem csatlakozott hozzájuk. 1942-ben kapott meghívást Guggenheim egyik kiállítására, ám ő ezt visszautasította, mert úgy gondolta, hogy az ezen részt vevő művészek nagyon közel állnak a szürrealizmushoz, ő pedig saját magát nem tartotta közéjük tartozónak. 1948-ban rendezte meg első önálló kiállítását az Egan Gallery-ben, ahol feketével és fehérrel festett képeket mutatott be. Sikerrel járt, hiszen felfedezte Clement Greenberg, a kor legbefolyásosabb kritikusa. Greenberg elmélete szerint az absztrakt festészet egyfajta tiszta festészet, amely mentes mindentől, ami nem feltétlenül tartozik a festészet körébe (például a narratívától vagy a figurativitástól). Greenberg cikkében Willem De Kooningot „tökéletesen absztrakt festőnek” nevezte. Ennek hatására több időt szentelt a festésre és odáig jutott, hogy két évvel később Arshile Gorkyval és Jackson Pollockkal együtt képviselte az Egyesült Államokat a Velencei biennálén. Legjobban sikerült alkotásait 1950 és 1952 között festette: ezek közül is kiemelkedik a „Nők” című sorozata, ahol lírai környezetben könnyen felismerhető antropomorf elemek jelennek meg. „Később ennél szigorúbb absztrakcióra tért át, ám ebben az időben egyenetlen minőségű képeket alkotott, bizonytalanságban tartva ily módon közönségét kiszámíthatatlanul hullámzó teljesítményével”

## Fő képviselői
- Mark Rothko képein látszólag lebegő, gyönyörű színekben pompázó színfoltokat láthatunk, elutasítja a tudatos beavatkozást az alkotói folyamatba. Így jellemzi saját művészetét: „Szeretném, ha megértenék végre, én nem vagyok absztrakt művész… Nem érdekel a színeknek és a formáknak, vagy bármi másnak a viszonya. Engem kizárólag az alapvető emberi érzelmek kifejezése foglalkoztat."
- Franz Kline Fehér Formák című képe 1955-ben készült. Nyilvánvalóan azt akarta, hogy ne csak a vonalaknak szenteljük a figyelmet, hanem a vászonnak is. Bármilyen egyszerűek is ezek a vonalak, mégis a térbeli elrendezés benyomását keltik, mintha az alsó rész a kép közepe felé mélyülne.
- Pierre Soulages képei energikus ecsetvonásainak fokozatossága szintén a három dimenzió érzetét kelti, de a színek kellemesebbek.
- Jackson Pollock, akinek az volt a célja, hogy maga is a kép részévé váljék, ezt mondta: „Amikor benne vagyok a képben, nem vagyok tudatában annak, amit teszek. Csak bizonyos idő elteltével értem meg, mit is akartam tenni.” A képeit saját élőlénynek tekintette, amelyet a festő tudatos eljárásával fejez ki.
- Antoni Tápies agyagfestészete volt jelentős. Míg Pollocknál a gesztus és az akció a fő, Tápiesnél az anyag elsődleges. Homokot, cementet, márványport, gyantát, lakkot, pigmenteket, üveget és újságpapírt használt műveihez.
- Kemény Zoltán, a Svájcban élő, magyar származású művész fémből készítette munkáit. Az ilyen alkotások rádöbbentik az embereket, hogy milyen változatos, meglepő látási és tapintási ingert kínál a nagyvárosi életmód, és ezzel körülbelül ugyanazt a szerepet töltik be, mint a 18. században a tájképfestészet.
- Jack Mancino (Balogh Csaba) Angliában élő magyar festőművész, aki tanulmányain keresztül főként Mark Rothko munkáira építve alakította ki saját stílusát az absztrakt expresszionizmuson belül.

## Képgaléria

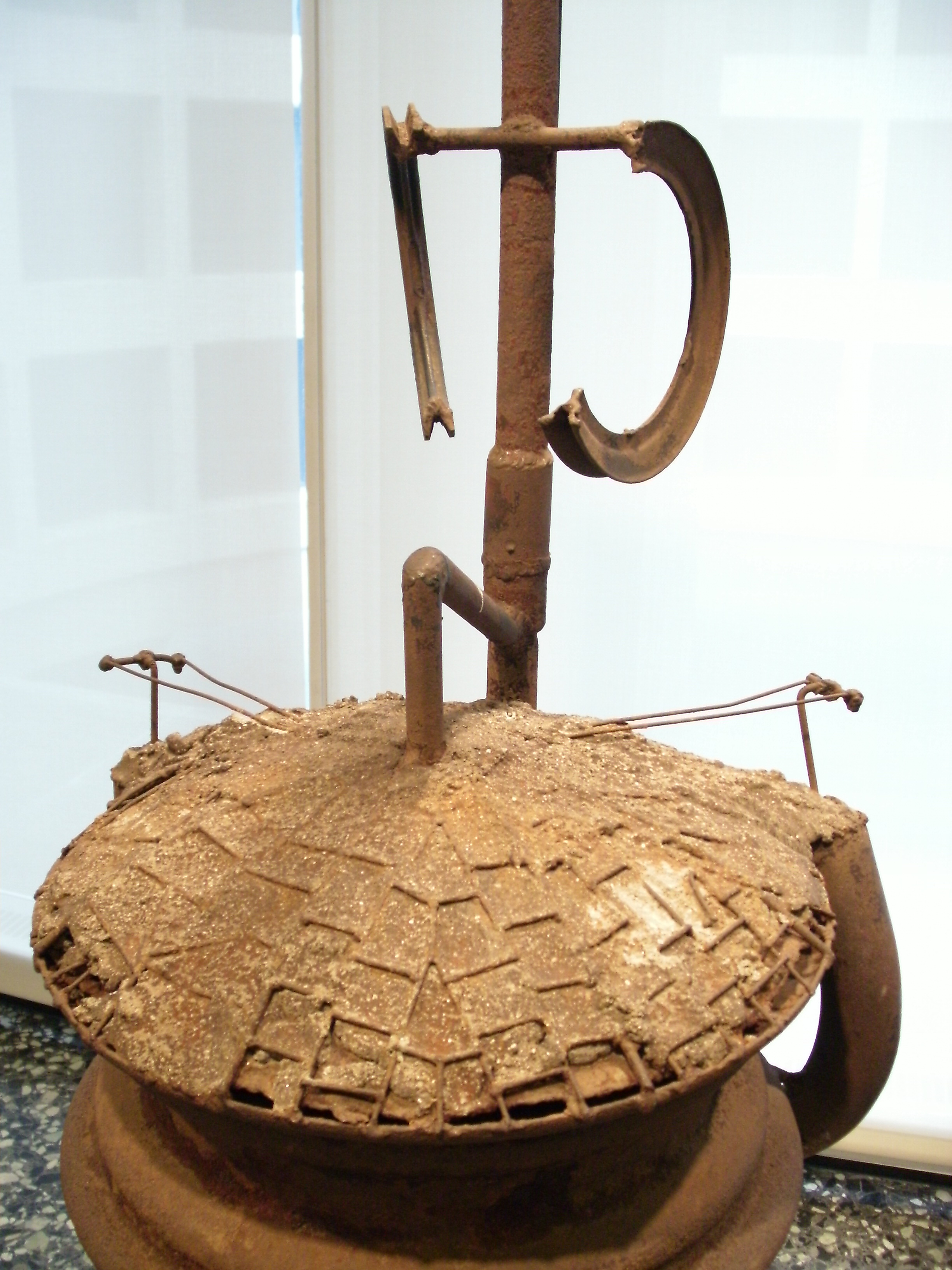
Richard Stankiewicz: Alakzat (részlet); 1956; acél, vas és beton; Hirshhorn Múzeum, Washington, D.C.
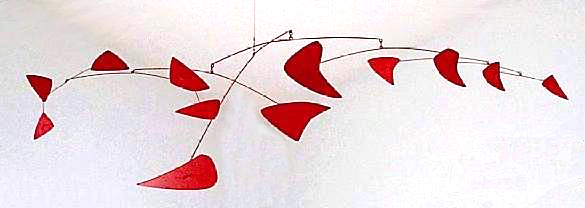
Alexander Calder: Vörös kinetikus szobor, 1956, festett fémlemezek, fémrudak, Montreáli Szépművészeti Múzeum
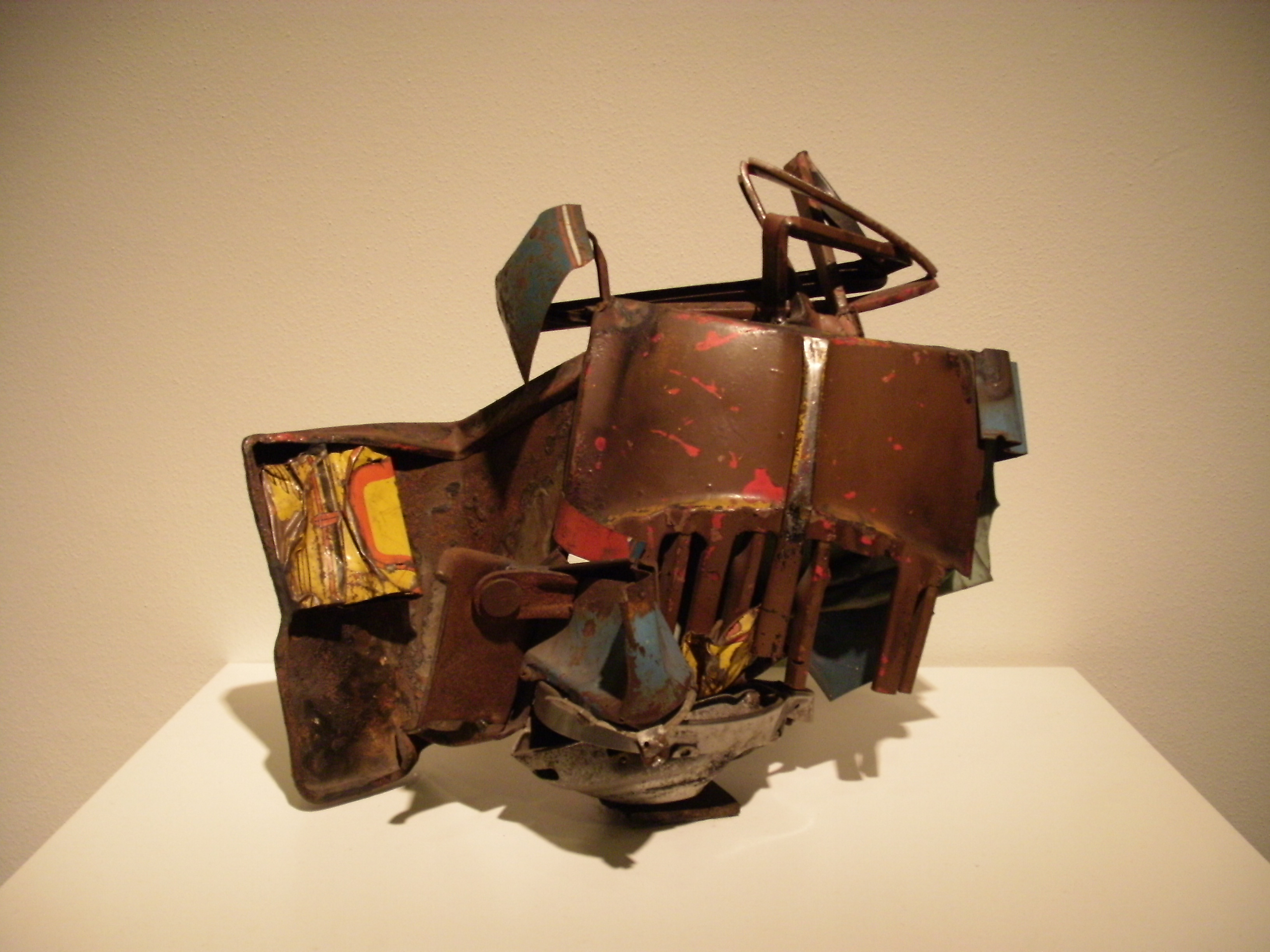
John Chamberlain: S, 1959, Hirshhorn Múzeum, Washington, D.C.
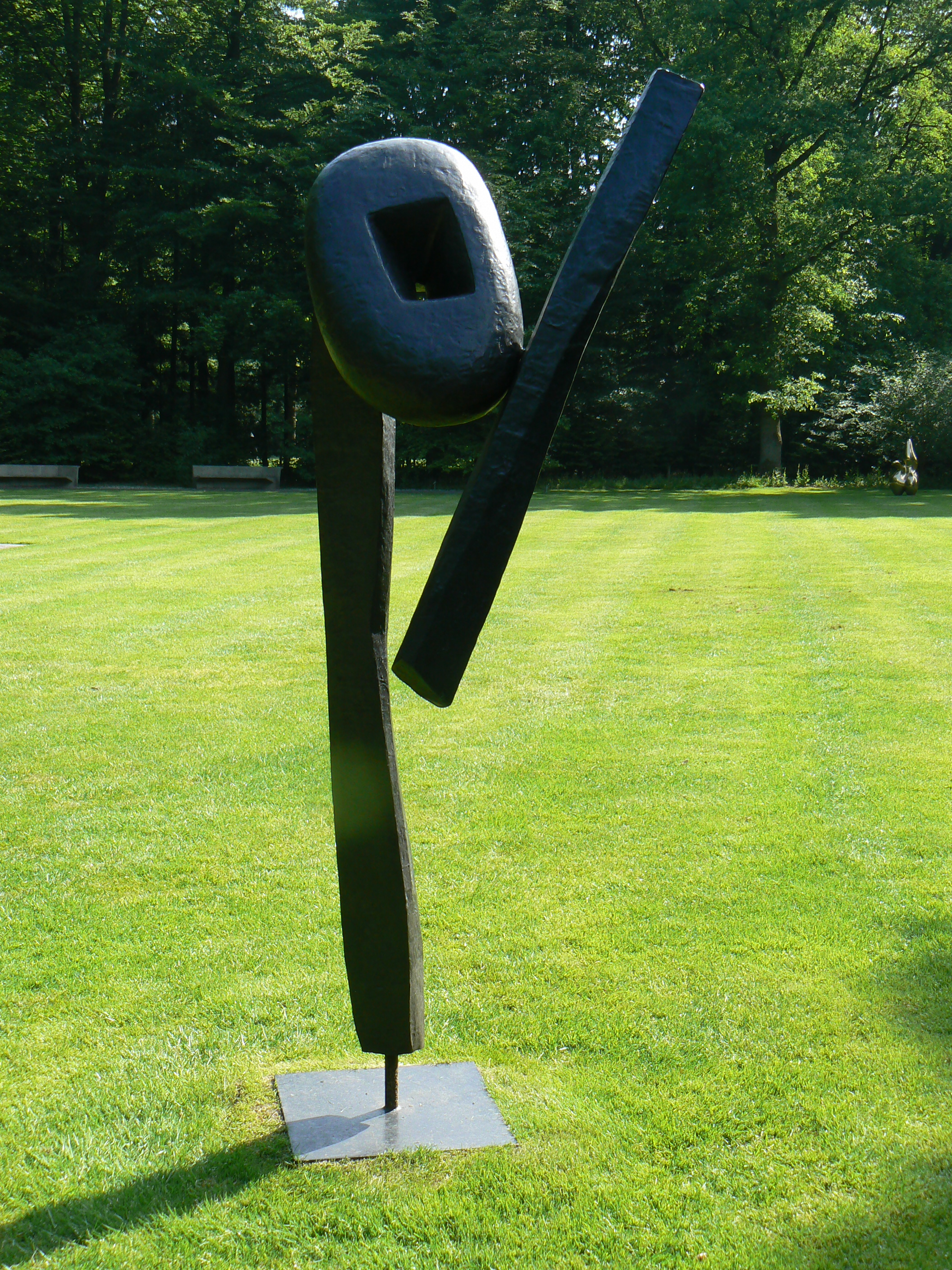
Isamu Noguchi: A kiáltás, 1959, Kröller-Müller Múzeum, Otterlo, Hollandia